# اچ‌ام‌اس کارلایل (۱۶۹۸)
اچ‌ام‌اس کارلایل (۱۶۹۸) (به انگلیسی: HMS Carlisle (1698)) یک کشتی بود که طول آن ۱۱۲ فوت (۳۴٫۱ متر) بود.